# Gianna Hablützel-Bürki
Gianna Hablützel-Bürki (ur. 22 grudnia 1969 w Bazylei) – szwajcarska szpadzistka, dwukrotna medalistka igrzysk olimpijskich i trzykrotna medalistka mistrzostw świata.

## Życiorys
Podczas igrzysk olimpijskich w Atlancie w 1996 roku zajęła dziewiąte miejsce w turnieju drużynowym i jedenaste w indywidualnym. Brała też udział w igrzyskach olimpijskich w Sydney w 2000 roku, gdzie zdobyła srebrny medal indywidualnie, przegrywając w finale z Węgierką Tímeą Nagy. W turnieju drużynowym reprezentacja Szwajcarii w składzie: Gianna Hablützel-Bürki, Sophie Lamon i Diana Romagnoli zajęła drugie miejsce.
Podczas mistrzostw świata w Denver w 1989 roku Szwajcarki w składzie: Susanne Rompza, Isabelle Pentucci, Anja Straub, Gianna Bürki i Françoise Blum-Helbling zdobyły brązowy medal w turnieju drużynowym. Na mistrzostwach świata w Nîmes w 2001 roku wspólnie z Sophie Lamon, Dianą Romagnoli i Tabeą Steffen zdobyła drużynowo srebrny medal. Ponadto wywalczyła brązowy medal w rywalizacji indywidualnej, plasując się za Niemką Claudią Bokel i Francuzką Laurą Flessel-Colovic.
Ma w dorobku szereg medali mistrzostw Europy: złoto na ME w Funchal (2000), srebro na ME w Linz (1993) i ME w Limoges (1996) oraz brąz na ME w Krakowie (1994) i ME w Keszthely (1995).